# Championnats d'Europe de pentathlon moderne 2006
Navigation
Édition précédente Édition suivante
Les Championnats d'Europe de pentathlon moderne 2006 se sont tenus à Budapest, en Hongrie.

## Podiums

### Hommes
| Épreuves    | Or                                               | Argent                                                    | Bronze                                                       |
| ----------- | ------------------------------------------------ | --------------------------------------------------------- | ------------------------------------------------------------ |
| Individuel  | Hongrie Gábor Balogh                             | Russie Andrey Moiseyev                                    | Hongrie Sándor Fülep                                         |
| Par équipes | Hongrie Gábor Balogh Sándor Fülep Viktor Horváth | Biélorussie Yegor Lappo Dmitry Melyakh Mikhail Prokopenko | Russie Andrey Moiseyev Ilia Frolov Aleksey Turkin            |
| Relais      | Hongrie Gábor Balogh Ákos Kállai Sándor Fülep    | Ukraine Yevgeniy Borkin Vitaliy Budovskiy Sergiy Kukshin  | Russie Aleksey Turkin Aleksey Velikodnyi Rustam Sarbirkhuzin |

### Femmes
| Épreuves    | Or                                                              | Argent                                                                | Bronze                                                     |
| ----------- | --------------------------------------------------------------- | --------------------------------------------------------------------- | ---------------------------------------------------------- |
| Individuel  | Hongrie Zsuzsanna Vörös                                         | Biélorussie Anastasiya Prokopenko                                     | Royaume-Uni Mhairi Spence                                  |
| Par équipes | Royaume-Uni Mhairi Spence Georgina Harland Katherine Livingston | Biélorussie Anastasiya Prokopenko Tatyana Mazurkevich Anna Arkhipenko | Italie Claudia Corsini Sara Bertoli Alessia Pieretti       |
| Relais      | Pologne Sylvia Czwojdzinska Marta Dziadura Edyta Małoszyc       | Royaume-Uni Mhairi Spence Louise Helyer Katherine Livingston          | Russie Tatyana Muratova Polina Struchtkova Olesya Velichko |